# Julia Matijass
Julia Matijass, née le 22 septembre 1973 à Lyubino (ex-Union soviétique), est une ancienne judokate allemande qui évoluait dans la plus légère des catégories de poids : les -48 kg (autrement appelée poids super-léger). Alors qu'elle n'avait à son palmarès qu'une médaille de bronze européenne, l'Allemande a remporté la médaille de bronze lors du tournoi olympique des -48 kg à Athènes en 2004.
Plusieurs fois championne d'Allemagne, la judokate commence à s'illustrer au niveau continental en 2000 par une troisième place puis au niveau mondial par une cinquième place lors des mondiaux 2003 d'Osaka. Cette performance lui permet de se qualifier pour les Jeux olympiques d'Athènes. Lors du tournoi, elle atteint le dernier carré mais doit céder face à la Française Frédérique Jossinet. Elle doit alors disputer un match pour la médaille de bronze contre la Grecque Maria Karagiannopoulou. L'Allemande sort victorieuse de ce combat et remporte l'une des quatre médailles allemandes obtenues en judo lors de ces J.O. La judokate, naturalisée allemande en 1994, prend sa retraite après la compétition olympique.

## Palmarès

### Jeux olympiques
- Jeux olympiques de 2004 à Athènes (Grèce) :
  -  Médaille de bronze dans la catégorie des -48 kg (poids super-léger).

### Championnats du monde
- Championnats du monde 2003 à Osaka (Japon) :
  - 5e dans la catégorie des -48 kg (poids super-léger).

### Championnats d'Europe
| Catégorie / Année          | 2000 | 2003 |
| -------------------------- | ---- | ---- |
| poids super-léger (-48 kg) | 3e   | 5e   |

### Divers
- Tournoi de Paris :
  - 1 podium en 2003 (2e place).